# 黃卷 (萬曆丁丑進士)
黃卷（1549年—？），字汝通，號惺吾，浙江金華府永康縣人，民籍，明朝政治人物。

## 生平
隆慶四年（1570年）庚午科浙江鄉試第十九名，萬曆五年（1577年）丁丑科會試第三十三名，登三甲第二百三十六名進士。授中书舍人，十七年十月考选河南道御史，二十年长芦巡盐，请求复设运学教授、训导各一员，建置学宫、文庙、师生以兴教化。二十一年下三王并封之诏，建言诸臣皆以批鳞削籍。黄卷抗疏救之，留中放归。光宗登极，诏起用，而黄卷已去世。

## 家族
曾祖黃熺；祖父黃潚；父黃珪，曾任儒官。母胡氏。具慶下。兄黃懷。子黃一鵾，济南州同，明末阖门殉难。